# Miss Wallis y Futuna
Miss Wallis y Futuna es un concurso de belleza francés que selecciona una representante de la colectividad de ultramar de Wallis y Futuna para el concurso nacional Miss Francia. La primera Miss Wallis y Futuna fue coronada en el año 2000, aunque el concurso no se organiza con regularidad. El concurso no se llevó a cabo durante una década después de 2004, y no se ha coronado una nueva ganadora desde 2020.
La Miss Wallis y Futuna más reciente es Mylène Halemai, quien fue coronada Miss Wallis y Futuna 2020 el 26 de septiembre de 2020. Ninguna mujer de Wallis y Futuna ha ganado Miss Francia.

## Galería

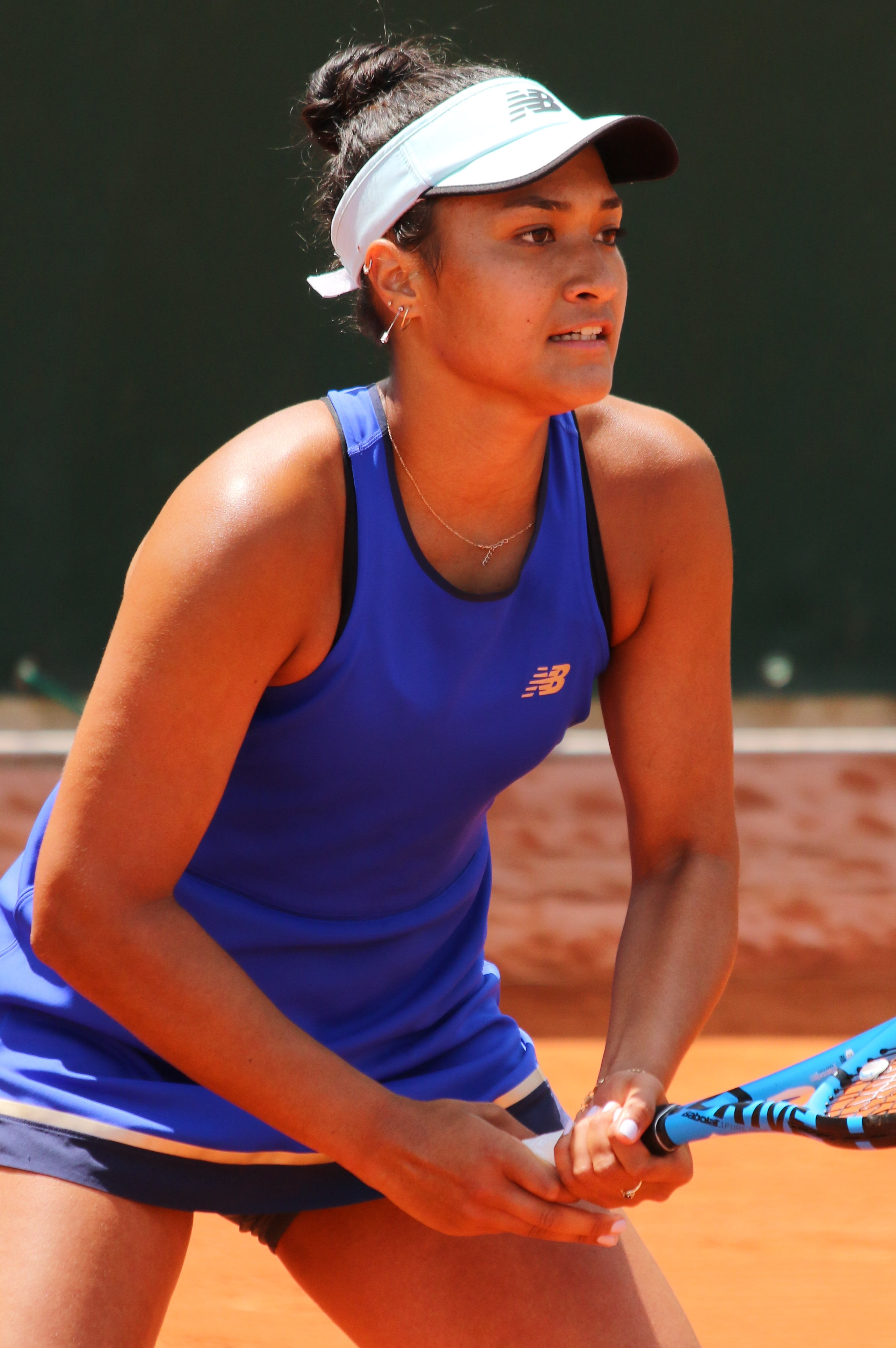
Miss Wallis y Futuna 2020 Mylène Halemai

## Ganadoras
| Año  | Nombre            | Edad | Altura         | Ciudad natal | Posición en Miss Francia | Notas                                                                                |
| ---- | ----------------- | ---- | -------------- | ------------ | ------------------------ | ------------------------------------------------------------------------------------ |
| 2020 | Mylène Halemai    | 19   | 1,73 m (5′ 8″) | Fineveke     |                          |                                                                                      |
| 2019 | Violène Blondel   | 18   | 1,70 m (5′ 7″) | Falaleu      | No compitió              | En lugar de competir en Miss Francia 2020, compitió en Miss Islas del Pacífico 2019. |
| 2004 | Monika Fiafialoto | 20   | 1,70 m (5′ 7″) |              |                          |                                                                                      |
| 2003 | Léonella Tuulaki  |      | 1,75 m (5′ 9″) |              |                          |                                                                                      |
| 2002 | Caroline Brial    |      | 1,76 m (5′ 9″) |              |                          |                                                                                      |
| 2000 | Sabrina Javelier  |      |                | Hahake       |                          |                                                                                      |